# Cedar Mills
La ville de Cedar Mills est située dans le comté de Meeker, dans l’État du Minnesota, aux États-Unis. Sa population s’élevait à 45 habitants lors du recensement de 2010, estimée à 44 habitants en 2016.

## Histoire
Cedar Mills a été établie en 1860 et nommée d’après le lac Cedar (Minnesota) (en) situé à proximité. Un bureau de poste du nom de Cedar Mills a ouvert en 1870 et est resté en opération jusqu’en 1955.